# Свифт, Фрэнк
Фрэнк Ви́ктор Свифт (англ. Frank Victor Swift; 26 декабря 1913, Блэкпул — 6 февраля 1958, Мюнхен) — английский футбольный вратарь и спортивный репортёр. Известен по выступлениям за клуб «Манчестер Сити», в котором провёл всю свою профессиональную футбольную карьеру, а также за национальную сборную Англии. После завершения футбольной карьеры работал журналистом в газете News of the World.
Погиб в возрасте 44 лет в авиакатастрофе в Мюнхене 6 февраля 1958 года.

## Клубная карьера
Уроженец Блэкпула, прибрежного города в Северо-Западной Англии, Свифт начал играть в футбол в любительской команде «Блэкпул Гэз Уоркс», параллельно работая на местном коксовом производстве. Затем Свифт некоторое время играл в молодёжном составе клуба «Флитвуд», где его заметили скауты нескольких клубов, включая «Блэкпул» (в котором старший брат Фрэнка, Фред, был вратарём), «Блэкберн Роверс», «Брэдфорд Сити» и «Манчестер Сити». Первым клубом, предложившим Свифту контракт, стал «Манчестер Сити», на тот момент выступавший в Первом дивизионе, высшем дивизионе английского футбола. В октябре 1932 года Свифт подписал с «Сити» любительский, а уже в ноябре — профессиональный контракт, согласно которому 18-летний вратарь получал 10 шиллингов в неделю. В декабре 1933 года он был вызван в основную команду «Манчестер Сити», сыграв к тому моменту только три матча за резервистов.
К тому моменту позиция вратаря в «Манчестер Сити» нуждалась в усилении. Основным вратарём был Лен Лэнгфорд, сыгравший за «Сити» более сотни матчей (в том числе в финале Кубка Англии 1933 года, проигранном «Эвертону» со счётом 3:0). Лэнгфорд пропустил последнюю игру сезона 1932/33 и первый матч сезона 1933/34, после чего сыграл 18 матчей подряд вплоть до своей травмы 16 декабря 1933 года. На замену Лэнгфорду в основной состав «Сити» был привлечён Джеймс Николлз, но он провёл крайне неудачную игру, в которой «Манчестер Сити» проиграл «Вулверхэмптон Уондерерс» со счётом 8:0. После этого свой шанс получил Свифт, сыгравший в двух «рождественских» матчах против «Дерби Каунти». В первом матче (и своём дебюте в основном составе «Сити») 25 декабря он пропустил четыре мяча, но в ответной игре, которая прошла 26 декабря (в свой день рождения), Фрэнк сохранил свои ворота «сухими», а манчестерский клуб одержал победу со счётом 2:0. После своего дебюта Свифт не пропустил ни одного матча основного состава на протяжении более чем четырёх сезонов, сыграв более 200 матчей подряд. Единственный матч «Сити», который он пропустил до перерыва, связанного с войной, был в сентябре 1938 года, в котором «Манчестер Сити» без Свифта в воротах проиграл «Миллуоллу» со счётом 6:1.
Несмотря на то, что Свифт быстро закрепил за собой первый номер «Сити», не все его матчи были удачными. Так, в одном из своих ранних матчей против «Вест Бромвич Альбион» Свифт пропустил свои ворота семь мячей. После этой игры Свифт полагал, что он потеряет место в воротах команды, но, так как его сменщик Лен Лэнгфорд не мог играть из-за травмы колена, Фрэнк не был выведен из основного составе.
В первый же сезон Свифта в основном составе «Сити» вышел в финал Кубка Англии, как и годом ранее. В шестом раунде Кубка Англии 3 марта 1934 года в матче против «Сток Сити» был установлен рекорд посещаемости матчей «Манчестер Сити»: за игрой на «Мейн Роуд» наблюдало 84 569 зрителей (до сих пор остаётся рекордом посещаемости для матчей в Англии). В полуфинале «Манчестер Сити» обыграл бирмингемский клуб «Астон Вилла» со счётом 6:1, что является рекордным счётом для полуфиналов Кубка Англии. В финале «Сити» встретился с «Портсмутом». Свифт, бывший на тот момент самым молодым и неопытным игроком команды, сильно волновался перед матчем. Футбольное поле было влажным, и Фрэнк сомневался перед игрой, стоит ли надевать перчатки. Но увидев, что вратарь «Портсмута» Джок Гилфиллан вышел на поле без перчаток, Свифт решил последовать его примеру. В первом тайме «Портсмут» открыл счёт, гол забил Септимус Радерфорд. В перерыве Свифт извинился перед одноклубниками за пропущенный мяч, взяв вину на себя и своё решение не надевать перчатки. Нападающий «Сити» Фред Тилсон попытался приободрить Свифта, посоветовав ему не волноваться, так как он «бахнет пару голов во втором тайме». И действительно, во втором тайме Тилсон забил в ворота «Портсмута» два мяча, причём второй — в самой концовке матча. Фотограф за воротами, в которых стоял Свифт, регулярно сообщал ему, сколько оставалось играть. После финального свистка, ознаменовавшего победу «Сити», Фрэнк Свифт от нахлынувших эмоций потерял сознание. Придя в себя, он получил победную медаль из рук короля Георга V. Через два дня, в понедельник, Георг V отправил телеграмму, чтобы справиться о состоянии здоровья Свифта.
Ставший в итоге триумфальным сезон 1936/37 «Манчестер Сити» начал неудачно, к декабрю находясь в нижней половине турнирной таблицы Первого дивизиона. Команда неплохо атаковала, но нестабильно играла в обороне; на протяжении сезона был отрезок, когда «Сити» одержал лишь одну победу в двенадцати матчах. Рождественский период стал переломным в сезоне: Свифт пропустил пять мячей в двух играх 19 и 25 декабря, затем «Сити» одержал победу над «Мидлсбро» в день подарков, после чего начался долгий период без поражений. К апрелю 1937 года «Манчестер Сити» занимал вторую строчку в турнирной таблице, когда встретился с лондонским «Арсеналом», занимавшим первую строчку. В очном противостоянии двух лидеров чемпионата победу одержал клуб из Манчестера благодаря голам Питера Дохерти, обеспечившим победу «Сити» со счётом 2:0. После этого «Сити» занял первую строчку чемпионата. После победы над «Шеффилд Уэнсдей» со счётом 4:1 «Манчестер Сити» гарантировал себе первый в истории чемпионский титул. Третий гол в ворота «Уэнсдей» организовал Фрэнк Свифт, который далеко вбросил мяч рукой своим нападающим.
Сезон 1937/38, в который «Сити» вступил в ранге действующего чемпиона Англии, оказался для клуба крайне неудачным: команда заняла предпоследнее 21-е место и выбыла во Второй дивизион. Интересно, что «Манчестер Сити» выбыл во Второй дивизион, хотя забил больше всех голов в лиге (80).
Во время войны Свифт продолжал играть в футбол (за «Сити» и за другие клубы). Он провёл 134 матча за «Манчестер Сити» в военной лиге. Также он вступил в ряды Британской армии, став одним из нескольких профессиональных футболистов, которые тренировались в Школе физической подготовки по программе Футбольной ассоциации. Данная школа базировалась неподалёку от стадиона клуба «Олдершот», вследствие чего Свифт и ряд других футболистов сыграли за «Олдершот» в военных турнирах. Среди этих игроков были Мэтт Басби, Джимми Хейган, Джо Мерсер, Стэн Каллис, Клифф Бриттон и Томми Лоутон. Также он играл в качестве гостя за ряд английских клубов в военное время, включая «Ливерпуль», «Чарльтон Атлетик», «Фулхэм» и «Рединг». 30 октября 1943 года на «Ниниан Парк» Свифт сыграл за команду «Западного командования» (Western Command XI) против «Кардифф Сити»; в этом матче также сыграли Лоутон и Мерсер. Игра была проведена с целью сбора средств для освобождения пленных из числа Королевского полка артиллерии. В апреле 1944 года Свифт сыграл в Эдинбурге за сборную Британской армии (British Army XI), за которую также сыграли Джек Роули, Лесли Комптон, Стэн Каллис, Джо Мерсер, Джимми Хейган и Томми Лоутон. Противостояла им сборная Королевских ВВС (Royal Air Force XI), за которую сыграли, в числе прочих, Питер Дохерти, Стэнли Мэтьюз и Тед Дрейк. Сборная Британской армии выиграла со счётом 4:0. 9 сентября 1944 года Фрэнк сыграл на «Уиндзор Парк» за сборную тыловых войск (Combined Services XI) против Ирландии; команда Свифта выиграла со счётом 8:4. По сути, в той команде сыграла сборная Великобритании: среди футболистов были Басби, Мэтьюз, Лоутон, Маллен, Рейч Картер и Стэн Мортенсен. В том же году Свифт сыграл за сборную Футбольной ассоциации (FA Services XI) в матчах против Франции и Бельгии. В мае 1945 года Свифт отправился со сборной Британской армии в европейское турне.
В первый после окончания войны сезон «Манчестер Сити» выиграл Второй дивизион и вернулся в Первый дивизион. По ходу того сезона Свифт установил клубный рекорд, проведя 17 «сухих» матчей из 35 сыгранных им (это достижение не было побито на протяжении почти 40 лет, когда Алекс Уильямс сыграл всухую 20 матчей в 1985 году).
К 1949 году Фрэнку Свифту было 35 лет, но он всё ещё оставался первым номером в сборной Англии. Однако он принял решение о завершении игровой карьеры после окончания сезона 1948/49. 7 мая 1949 года он провёл свой последний матч за «Манчестер Сити» (против «Хаддерсфилд Таун»). После этого клуб болельщиков «Манчестер Сити» провёл в его честь торжественный парад. Перед началом следующего сезона вратарь «Манчестер Сити» Алек Терлоу заболел туберкулёзом, после чего Фрэнк дал согласие вернуться в ворота «Сити», пока клуб не найдёт нового голкипера. Он сыграл за клуб ещё 4 матча. Всего он провёл за «Сити» 378 матчей. Руководство «Манчестер Сити» знало о попытках некоторых клубов (например, «Манчестер Юнайтед») уговорить Свифта возобновить карьеру игрока, поэтому на протяжении нескольких лет после официального завершения им карьеры продолжало удерживать права на его регистрацию.

## Карьера в сборной
Свифт получил первый вызов в национальную сборную в военный период; он провёл 14 матчей за сборную Англии в военное время (считаются неофициальными). 28 сентября 1946 года он провёл свою первую официальную игру за сборную Англии (против Ирландии). С 1946 по 1949 год Свифт провёл за сборную 19 матчей, включая знаменитую победу 1948 года над сборной Италии в Турине, которую сам Свифт считал величайшим матчем в своей карьере. Уже после объявления о завершении футбольной карьеры Свифт провёл свой прощальный матч за сборную Англии против Норвегии 18 мая 1949 года. Кроме того, Свифт сыграл в составе сборной Соединённого Королевства 10 мая 1947 года в матче против сборной Европы, проведённом в честь возвращения стран Соединённого Королевства в ФИФА.

## Стиль игры
Рейч Картер однажды сказал, что Фрэнк Свифт «казался настолько большим в воротах», что забить ему было не проще чем «загнать мяч в спичечный коробок». Кисти Свифта, которые составляли в длину 113⁄4 дюймов (29,8450000 см), были такими большими, что он мог с лёгкостью удерживать мяч одной рукой, за что получил прозвище «Руки-сковородки» (англ. Frying Pan Hands). Он выбивал мяч левой ногой, так как ещё в юности получил хроническую травму правой ноги. Однако предпочитал вводить мяч в игру не ногой, а руками, бросая его далеко на фланг игрокам своей команды и таким образом начиная атаку. Также после каждого матча Свифт рисовал диаграммы с пропущенными в свои ворота мячами, анализируя, была ли в них его ошибка.

## После завершения футбольной карьеры
После завершения футбольной карьеры Фрэнк некоторое время работал в кейтеринговой компании в Манчестере. Затем он решил попробовать себя в журналистике и начал работать в качестве репортёра газеты News of the World. Он продолжал регулярно посещать матчи «Сити» на «Мейн Роуд» и даже был избран президентом местной ассоциации болельщиков «Манчестер Сити».
В возрасте 44 лет Фрэнк Свифт погиб в авиакатастрофе в Мюнхене 6 февраля 1958 года. Он возвращался с командой «Манчестер Юнайтед» после матча Кубка европейских чемпионов с белградской «Црвеной Звездой» (Свифт был одним из репортёров на матче). После крушения самолёта Свифта вытащили из его обломков ещё живым, но он истёк кровью и умер по пути в больницу: ремень безопасности, которым он был пристёгнут в самолёте, во время крушения врезался в его аорту.

## Личная и внефутбольная жизнь
У Фрэнка было три брата, Катберт, Фред и Альф, и одна сестра, Элис. Фред также был футбольным вратарём и играл за «Блэкпул» и «Болтон Уондерерс». Фрэнк с братьями и сестрой выросли в доме неподалёку от знаменитого стадиона «Блумфилд Роуд». В футбольное межсезонье Фрэнк с братом Альфом занимались организацией путешествий на лодках от побережья Блэкпула для туристов. В одном из таких путешествий Фрэнк встретил свою будущую жену, Дорис Поттер. Они поженились в Блэкпуле в 1935 году. В 1936 году у них родилась дочь Джин, а в 1948 году родился сын Дэвид.
Во время войны Свифт работал специальным констеблем, в его обязанности входило регулирование движения. Также он вступил в Школу физической подготовки и вместе с войсками союзников высадился во Франции в ходе Нормандской операции, однако находился в тылу операции и в боевых действиях участия не принимал. В 1944 году самолёт «Дакота», на борту которого Свифт был пассажиром, попал под огонь противника, но уцелел.
Несколько членов семьи Фрэнка Свифта посетили манчестерское дерби в феврале 2008 года, сыгранное на неделе 50-летней годовщины мюнхенской трагедии.

## Наследие
Фрэнк Свифт признаётся многими одним из лучших английских вратарей всех времён наряду с Гордоном Бэнксом и Питером Шилтоном. В воротах «Сити» Свифта заменил другой легендарный вратарь, Берт Траутманн.
В 1998 году Фрэнк Свифт был включён в список 100 легенд Футбольной лиги. Также он входит в Зал славы английского футбола и Зал славы «Манчестер Сити».

## Достижения
Манчестер Сити
- Чемпион Первого дивизиона: 1936/37
- Обладатель Кубка Англии: 1934
- Обладатель Суперкубка Англии: 1937

Англия
- Победитель Домашнего чемпионата Британии (2): 1946/47, 1947/48